# National Mining Association
Notes
personnes-clé : Hal Quinn
Rich Nolan
Bruce Watzman
Katie Sweeney
Nancy Gravatt
Dan Gerkin
Roger Roberts
Moya Phelleps
La National Mining Association (NMA) est une organisation de lobbying industriel. Elle se définit elle-même comme étant la voix de l'industrie minière ;
Créée en 1995, elle compte en 2017 plus de 325 membres (entreprises minières).
Son champ d'action est le territoire des États-Unis. Elle défend notamment l'industrie du charbon et en partiulier les mines en plein-air qui sont majoritaires aux États-Unis (environ 69 % du charbon en provient contre 31 % extrait de mines souterraines)

## Histoire
Cette organisation s’est crée au milieu des années 1990 par la fusion de deux entités qui lui préexistant et qui représentaient l'industrie minière des États-Unis respectivement depuis 1897 (AMC) et 1917 (NCA):
1. l’ « American Mining Congress » ou AMC (le Congrès des mines américaines) ;
2. la « National Coal Association » ou NCA (l'Association nationale du charbon).

## Mission &  objectifs
La NMA s’est officiellement donné pour mission « de créer et de maintenir une large base de soutien politique pour l'industrie minière et d'aider la nation à réaliser les avantages économiques et économiques de la capacité minière intérieure des États-Unis ».
L'objectif de la NMA est « d'engager et d'influencer les processus de politiques publiques sur les problèmes les plus importants et opportuns qui ont une incidence sur notre capacité à localiser, à autoriser, à exploiter, à traiter, à transporter et à utiliser les vastes ressources en charbon et minéraux du pays ».
La NMA sert ses membres au travers de diverses actions de lobbying dont :
- Promotion de la production et de l'utilisation du charbon et des ressources minérales produites par l'industrie minière des États-Unis ;
- Assurer une forte présence politique dans la capitale, en représentant les membres de la NMA ;
- Servir de centre d'information, « parlant d’une seule voix » pour l'industrie minière américaine ;
- S'occuper des besoins actuels et futurs[3] de l'industrie, des fabricants d'équipement minier et des membres des services de soutien de l'association[2].